# Gleb Jur'evič
Gleb Jur'evič (in russo Глеб Юрьевич?; in ucraino Гліб Юрійович?; XII secolo – Kiev, 20 gennaio 1171) fu principe di Kursk (1147-1148), Kanev (1149), Pereyaslav (1155-1169) e di Kiev (1169-1170; 1170-1171) con il nome di Gleb I di Kiev.

## Biografia
Figlio di Jurij Dolgorukij e di una nobildonna cumana, Gleb Jur'evič prese parte alle campagne di suo padre contro il principe di Kiev Izjaslav II Mstislavič nel 1147-1148. Dopo la sconfitta di Jurij nel 1151, a Gleb fu concesso di tenere in gestione Perejaslav, ma poco dopo gli fu assegnata Horodec (la moderna Oster). Gli fu restituita Perejaslav dopo che il principe Izjaslav III Davydovič di Černihiv salì al trono di Kiev nel 1155.
Alla testa di più di una decina di principi, Andrea Bogoljubskij, fratello maggiore di Gleb, eseguì un proditorio sacco di Kiev e arrecò gravi danni alla capitale della Rus'. A seguito di tali eventi, Gleb fu insediato sul trono cittadino, mentre a Perejaslav venne insediato il primogenito del nuovo principe di Kiev, Gleb. Benché si ritenga che il sacco provocato da Andrea acuì lo stato di crisi della città in favore di altri principati rus' emergenti, una teoria alternativa suggerirebbe invece che Andrea riconobbe e confermò la centralità di Kiev, provvedendo al ripristino dell'ordine dinastico statuito sin dai tempi di Jaroslav I il Saggio poco più di un secolo prima, nominando Gleb principe di Kiev in quanto già signore di Perejaslav, requisito tradizionale per accedere al trono di Kiev. Secondo numerosi altri studiosi, tuttavia, egli semplicemente intendeva portare avanti il suo progetto di sviluppo della capitale che aveva nominato nel suo principato, Vladimir sul Kljaz'ma, e pertanto aveva insediato una figura la quale veniva ritenuta all'epoca «un principe minore».

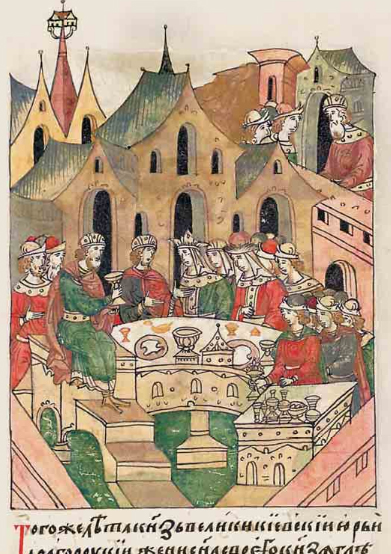
Il matrimonio di Gleb con una figlia di Izjaslav III Davydovič. Miniatura tratta dalla Cronaca Illustrata di Ivan il Terribile

Insediatosi nella capitale, dovette fronteggiare diverse volte gli Izjaslavič, ovvero la famiglia di Mstislav II, che tentò ripetutamente nel 1170 di detronizzarlo, sia pur infruttuosamente, malgrado una temporanea fuga a Perejaslav. Il suo principato è ricordato soprattutto perché avvenne la separazione del principato di Perejaslav da quello di Kiev. Il 20 gennaio 1171, Gleb Jur'evič morì e la sua scomparsa inaugurò un periodo assai turbolento per la storia cittadina, in quanto Andrea Bogoljubskij non fu in grado di insediare un proprio fantoccio al potere. Ciò portò a un biennio caratterizzato da un continuo turbinio di sovrani, fino a quando nel 1173 la situazione si incancrenì nel momento in cui i kievani diffusero la voce che Gleb fosse stato avvelenato. Ciò spinse Andrea a domandare al principe cittadino insediatosi, Romano Rostislavič, di ricercare i colpevoli e inviarli dunque al suo cospetto. Avendo rigettato la richiesta, Andrea pretese che Romano e la sua famiglia lasciassero la moderna capitale ucraina, ma l'appello cadde nel vuoto.

## Discendenza
Gleb si sposò due volte; la prima consorte morì nel 1154, mentre tra il 1155 e il 1156 celebrò le nozze con una figlia di Izjaslav III Davydovič, da cui ebbe tre figli: Vladimiro (morto nel 1187), Izjaslav (morto nel 1183) e Olga, sposatasi con Vsevolod Svjatoslavič di Kursk.